# Ambovombe (distrikt)
Ambovombe är ett distrikt i Madagaskar.   Det ligger i regionen Androyregionen, i den södra delen av landet, 700 km söder om huvudstaden Antananarivo.